# Kostel svatého Václava (Roudnice nad Labem)
Kostel svatého Václava je bývalý římskokatolický chrám v Roudnici nad Labem v okrese Litoměřice. Společně s bývalým kapucínským klášterem se nachází v zámeckém areálu východně od centra města, a jako součást zámku je chráněn jako kulturní památka.

## Historie

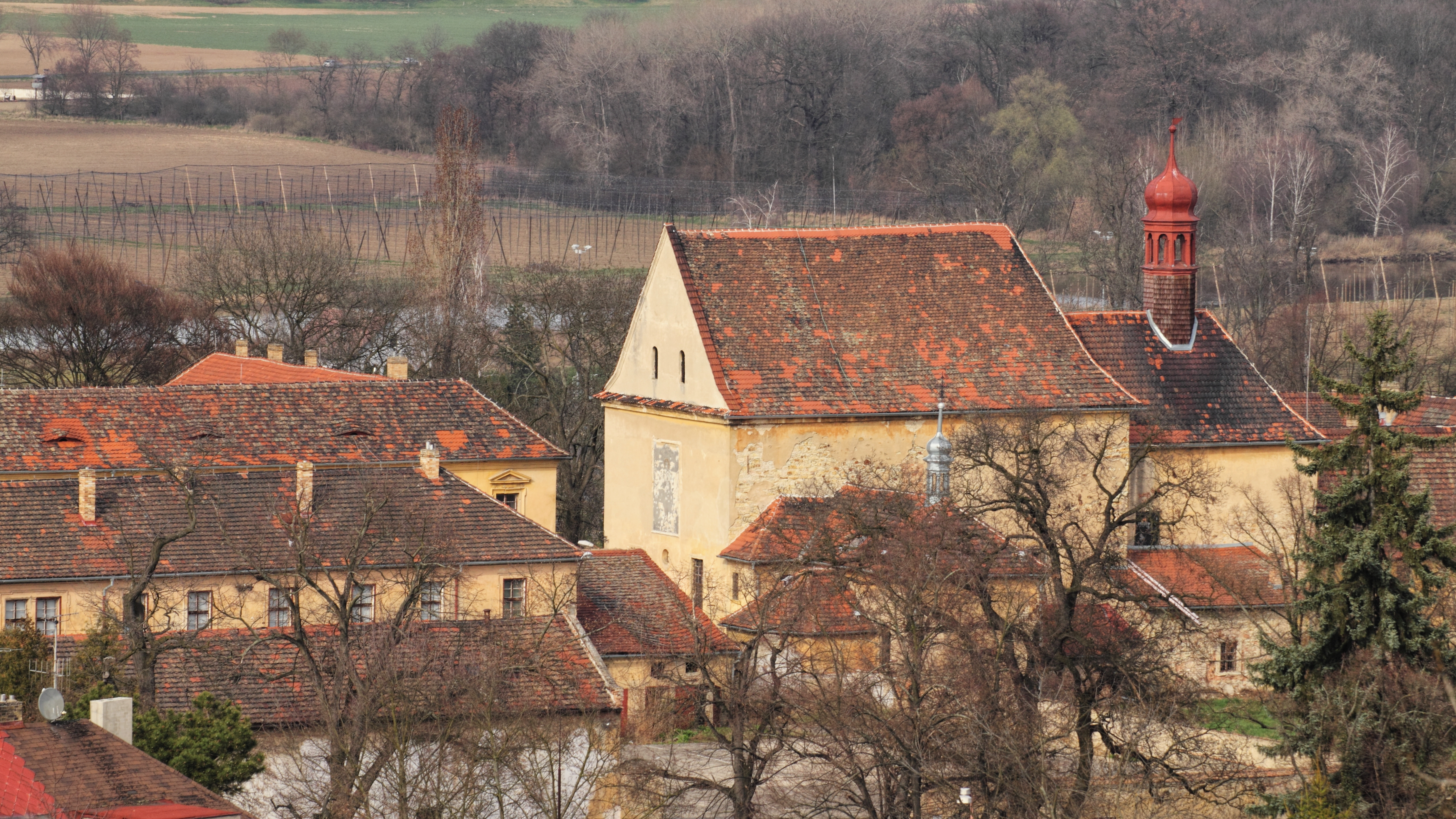
Kostel sv. Václava z Kratochvílovy rozhledny

Kapucíni přišli do města na pozvání majitelů roudnického panství knížat z Lobkovic, na jejichž přání byl kostel zasvěcen svatému Václavovi a v chrámu bylo vytvořeno rodové pohřebiště. Svatováclavské patrocinium bylo přeneseno z jiného kostela v Roudnici, jenž byl nově zasvěcen Panně Marii a který byl posléze v 19. století zbořen.
Základní kámen kapucínského kláštera a kostela byl položen v květnu 1615. Stavba byla pravděpodobně zdržena stavovským povstáním a počátkem třicetileté války, takže k dokončení chrámu došlo až v roce 1628, kdy byl 2. srpna vysvěcen. Jednolodní bezvěžový kostel svatého Václava má typický styl řádové kapucínské architektury s charakteristickým trojúhelníkovým štítem.
V roce 1952 po komunistickém puči byl celý areál kláštera i s kostelem uzavřen a dále ho využívala československá armáda. Od té doby celý objekt chátrá.

## Pohřbení
V kostele sv. Václava byly pohřbeny následující osoby:
- Polyxena z Lobkovic (1566–1642)
- Zdeněk Vojtěch Popel z Lobkovic (1568–1628)
- Ferdinand Zdeněk z Lobkovic (1858–1938)
- Oldřich Felix Popel z Lobkovic (1650–1722)[zdroj?]